# Centro Atómico Constituyentes
El Centro Atómico Constituyentes (CAC) (34°34′23″S 58°30′43″O / -34.572931122619295, -58.51200588265016) es un centro de investigación y desarrollo argentino que cubre un amplio espectro de actividades centradas en las ciencias bases de la tecnología nuclear, desde la investigación básica y aplicada, al desarrollo y transferencia de tecnología, incluyendo la producción precompetitiva en la escala de planta piloto y la tarea de formación de recursos humanos.
Depende de la Comisión Nacional de Energía Atómica (CNEA), que también tiene a su cargo los centros atómicos Bariloche y Ezeiza. En él se encuentran instalaciones emblemáticas de la actividad nuclear argentina, como el primer reactor nuclear del Hemisferio Sur, el acelerador de iones pesados TANDAR13 y diversos laboratorios dedicados a la fabricación de elementos combustibles para reactores de investigación, la nanotecnología, la energía solar, entre otros. En el ámbito del CAC también funciona el Instituto Sabato. Creado en 1993 por la Comisión Nacional de Energía Atómica y la Universidad Nacional de General San Martín, se especializa en la formación de especialistas de grado y posgrado en ciencia de los materiales.

## Ubicación
El Centro Atómico Constituyentes se encuentra ubicado al 1400 de la Avenida General Paz, en el partido de General San Martín.

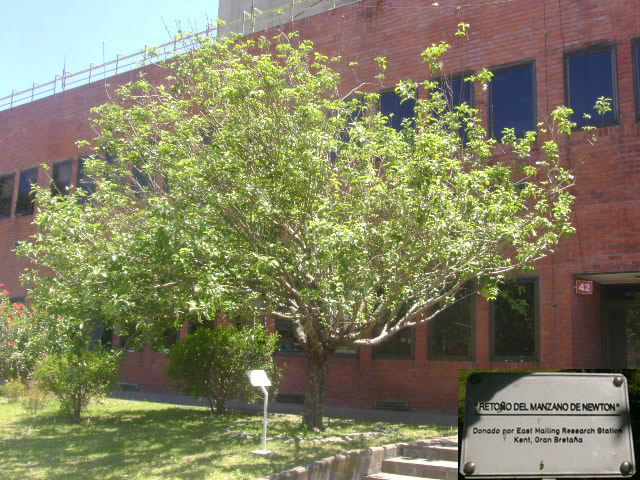
Retoño del Manzano de Newton ubicado en los jardines del Centro Atómico Constituyentes.

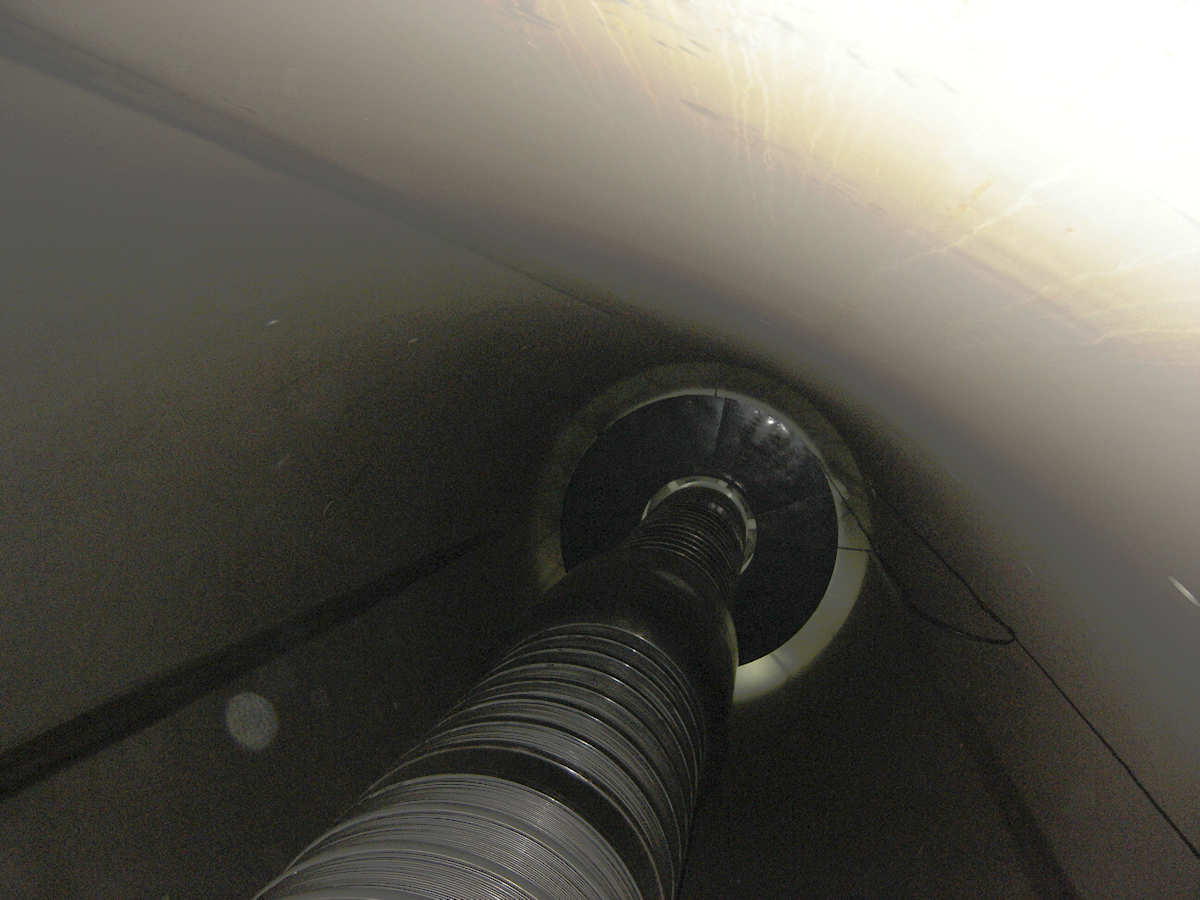
Acelerador de partículas TANDAR.

## Actividades
Abarcan distintas áreas, dentro de las cuales se realizan tareas tanto de investigación y desarrollo como de prestación de servicios a la industria:
- Unidad de actividades en combustibles nucleares
- Unidad de actividad de ensayos no destructivos y estructurales
- Unidad de actividades físicas: tiene a su cargo el acelerador de partículas TANDAR
- Unidad de actividades químicas.
- Unidad de actividad de radiobiología.
- Unidad de actividad en materiales.
- Unidad de actividad en reactores y centrales nucleares.
- Unidad de gestión de la calidad.
- Unidad de tecnología de información.

También funcionan en el CAC el Instituto Sábato (dependiente de la Universidad Nacional de General San Martín), la biblioteca Eduardo J. Sabino y la Unidad de Transferencia de Tecnología, que brinda asistencia tecnológica a empresas de bienes y servicios a través de transferencia de tecnología y asesoramiento técnico.

## Accidente
El accidente nuclear de nivel 4, se produjo por errores operativos el 23 de septiembre de 1983 mientras se hacía una reconfiguración del núcleo del reactor de investigación de baja potencia (0,1 W) RA-2 del Centro Atómico Constituyentes, que había comenzado a funcionar en 1966. El operador recibió una dosis letal de 2000 rad de radiación γ y 1700 rad de neutrones, que le produjo la muerte 2 días después. dieciséis personas más fueron afectadas por dosis menores que 15 rad.